# Palazzo Donnaregina

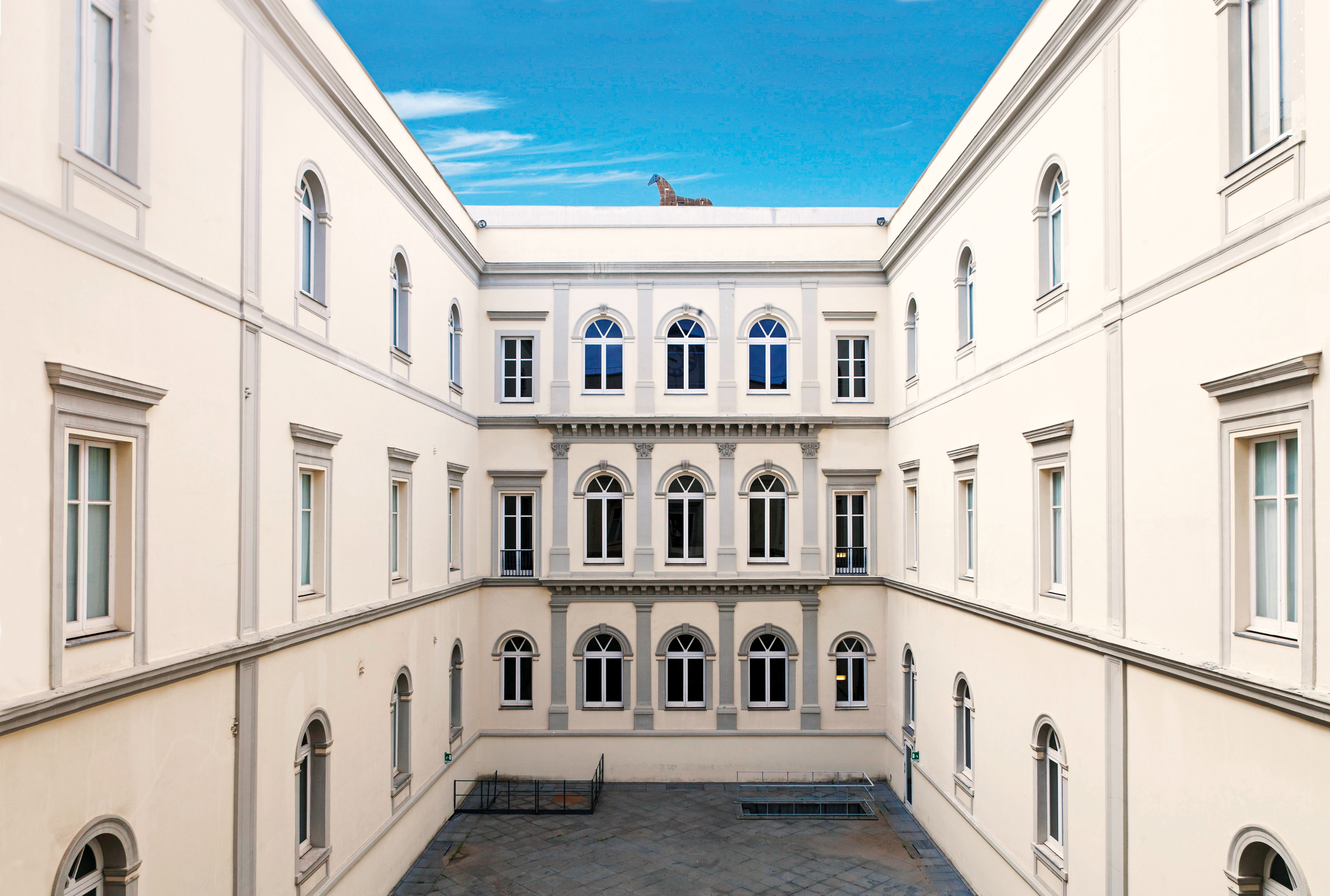

Le Palazzo Donnaregina est un palais monumental de Naples datant du XIXe siècle et actuellement siège du musée d'art contemporain (MADRE).

## Historique
Le Palazzo Donnaregina est un édifice témoignant de la diversité historique typique de l'entier quartier ancien de Naples. 
À l'origine l'édifice original du palais occupait presque entièrement une des insulae formée par les intersections du plan hippodamien du réseau routier gréco-romain. 
Vers le milieu du XIXe siècle l'édifice a été racheté par le Banco di Napoli (aujourd'hui rattaché au groupe Sanpaolo IMI), qui le transforma afin d'en faire le siège du Banco dei Pegni. 
Entre 1845 et 1872, la construction a été agrandie par l'addition de deux ailes, respectivement le long du vico Donnaregina et via Loffredi, ainsi que de la partie centrale sur la via Settembrini, où se trouve l'accès principal avec l'entrée et les deux blocs d'escalier.
La conséquence de ces travaux est la réduction drastique de la cour devenue simple passage couvert donnant sur le vico Loffredi. 
Le palais resta en l'état jusqu'en 1943, la seule exception étant l'ajout d'un bloc édile en ciment armé construit dans les premières années de 1900 qui en l'englobant complètement occulte l'ancienne façade du XVIIe siècle du Palazzo Capano avec son portail en piperno. 
Après la Seconde Guerre mondiale, le palais a subi d'importantes altérations architecturales à cause d'interventions qui ne respectaient pas l'intégrité structurale et architecturale du complexe : réalisation d'un atrium surélevé qui occupe une partie de la cour supérieure, cloisonnements et terrasses qui bouleversent la typologie originaire du palais et insertion massive d'appareils de climatisation ainsi que des interventions de renforcement structurel après le tremblement de terre de 1980. 
Dans les années 1980, l'édifice est cédé d'abord en location au Proveditorato agli Studi di Napoli pour retourner par la suite dans le giron du Banco di Napoli qui l'utilisa comme magasin d'imprimés. 
En raison des importants dommages consécutifs à l'inondation de 2001, l'immeuble est abandonné et ce n'est qu'en 2003 que la société San Paolo IMI propose à la Région de Campanie la vente du palais restauré et transformé en musée d'art contemporain d'après un projet de l'architecte portugais Álvaro Siza Vieira, assisté par le Studio DAZ-Dumontet Antonini Zaske architetti associati de Naples.

## Sources
- Voir liens externes